# Thomas Enger

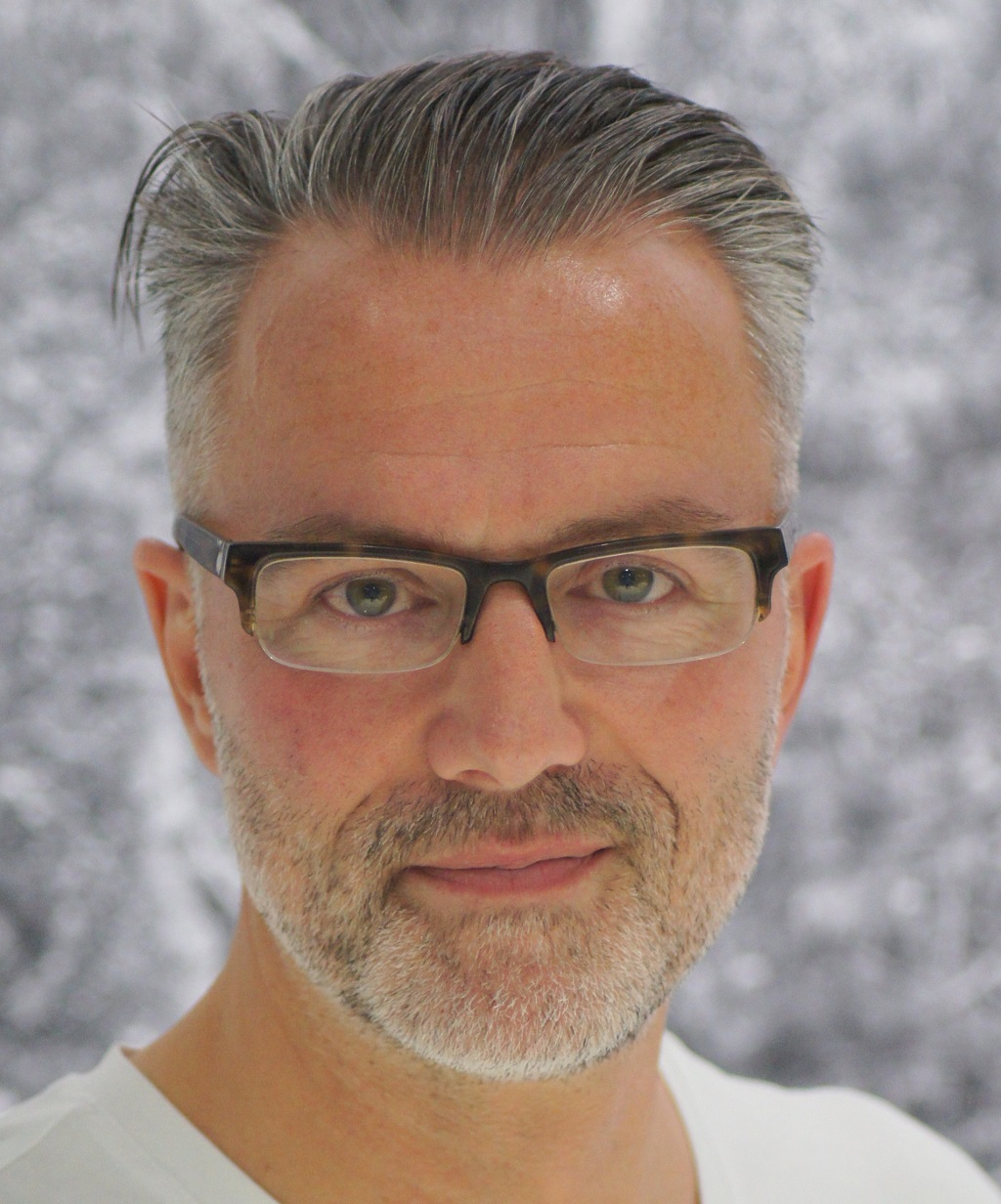
Thomas Enger (2019)

Thomas Enger (* 21. November 1973 in Oslo) ist ein norwegischer Autor und Journalist.

## Leben
Enger wuchs in Jessheim auf und studierte zunächst Sport in Oslo. Anschließend arbeitete er für ein Jahr als Sportlehrer in seinem Heimatort. Es folgten Studien des Journalismus in Stavanger und der Geschichte in Oslo. Bei der norwegischen Netzeitung Nettavisen war er von 2000 bis 2008 als Journalist tätig.
Engers Debütroman „Skinndød“ (deutscher Titel: „Sterblich“), der 2010 erschien, war ein internationaler Erfolg. Der Krimi war der erste Teil einer auf fünf Teile ausgelegten Reihe um den Journalisten Henning Juul. Der letzte Teil (Originaltitel: „Banesår“) erschien 2015.
Enger lebt mit seiner Frau und zwei Kindern in Oslo.

## Werke

### Henning-Juul-Romane
1. Skinndød (2010); deutscher Titel: Sterblich (2011)
2. Fantomsmerte (2011); deutscher Titel: Vergiftet (2012)
3. Blodtåke (2012); deutscher Titel: Verleumdet (2013)
4. Våpenskjold (2014); deutscher Titel: Gejagt (2015)
5. Banesår (2015); deutscher Titel: Tödlich (2017)

### Alexander Blix und Emma Ramm
Reihe erstellt von den Autoren Thomas Enger und Jørn Lier Horst
1. Nullpunkt (2018); deutscher Titel: Blutzahl (2020); Verlag: Blanvalet[3]
2. Røykteppe (2019); deutscher Titel: Blutnebel (2021); Verlag: Blanvalet[4]
3. Slagside (2020); deutscher Titel: Bluttat (2021); Verlag Blanvalet[5]
4. Arr (2022); deutscher Titel: Blutnacht (2023); Verlag Blanvalet, ISBN 978-3-7341-1204-1.
5. Offer (2023); deutscher Titel: Blutstunde (2024); Verlag Blanvalet, ISBN 978-3-7341-1260-7.

### Weitere Werke
- Den onde arven (2013). Ein Thriller für Kinder und Jugendliche.